# Кейт Річардсон-Волш
Кейт Волш  (англ. Kate Richardson-Walsh; нар. 9 травня 1980) — британська хокеїстка на траві, олімпійська медалістка.

## Виступи на Олімпіадах
| Олімпіада   | Дисципліна     | Місце  |
| ----------- | -------------- | ------ |
| Сідней 2000 | хокей на траві | 8      |
| Пекін 2008  | хокей на траві | 6      |
| Лондон 2012 | хокей на траві | Бронза |
| Ріо 2016    | хокей на траві | Золото |

## Особисте життя
Кейт Річардсон-Волш є лесбійкою. Взяла шлюб зі своєю колегою по збірній Гелен Річардсон-Волш. Гелен Річардсон і Кейт Волш після вступу до шлюбу об'єднали свої прізвища у 2013 році..